# محمود مهنى

## السيرة الذاتية
الدكتور محمود مهني محمود، أستاذ التفسير وعلوم القرآن ونائب رئيس جامعة الأزهر سابقًا، وعضو مجمع البحوث الإسلامية. وُلِدَ الدكتور محمود مهني محمود إسماعيل في الثاني عشر من شهر أكتوبر لعام 1944م بقرية كودية الإسلام، مركز ديروط، محافظة أسيوط.

## المؤهلات العلمية[1][2]
- حصل على الاعدادية  من مركز ديروط عام 1964م
- حصل على الثانوية الأزهرية من مركز ديروط عام 1968م / 1969م
- التحق بكلية أصول أسيوط عام 1969م
- حصل على درجة الإجازة العالمية (الليسانس) في التفسير والحديث عام1973م
- التحق بالقوات المسلحة عام 1973م
- حصل على درجة الماجستير في التفسير وعلوم القرآن عام 1980م
- حصل على درجة العالمية (الدكتوراه) عام 1983م مرتبة الشرف الأولى
- تم ترقيته إلى درجة أستاذ مساعد بنفس القسم في 4/5/1988م
- تم ترقيته إلى درجة أستاذ بنفس القسم في 7/4/1993م

## التدرج الوظيفي
- عين كأول مدير للمركز الثقافي الإسلامي بأسيوط عام 1983 م
- اعير إلى السعودية في الفترة من 22 / 8 / 87 إلى 31 / 8 / 92 م
- انتخب معيداً لكلية أصول الدين أسيوط  في الفترة من 10 / 9 / 1993 إلى 11 / 9 /   1997 م
- اعير إلى السعودية للمرة الثانية جامعة الإمام محمد بن سعود بالرياض في الفترة  من    11 /9 / 1997 م إلى 1 / 7 / 2002 م
- عين نائبا لرئيس جامع الأزهر فرع أسيوط في الفترة من 18 / 8 / 2004 إلى 30 /  7 /2010 م
- وهو حاليا عضو مجمع للبحوث الإسلامية
- عضو لجنة الحكماء بأسيوط
- عضو هيئة مكتب الحزب الوطني
- عضو اللجنة العليا للتعليم بأسيوط

## جهوده الدعوية
- الف أكثر من 20 مؤلفاً في التفسير والسنة والفقة والتاريخ والمسكرات والمخدرات
- الدعوة إلى الله عز وجل في جميع محافظات الجمهورية من أسوان إلى الزقازيق
- له أكثر من 20 الف اشريط  ستريو توزع مجانا من المركز الثقافي الإسلامي باسيوط
- دوره في مواجهة الإرهاب وجها لوجه
- اشرفه ومناقشته عشرات الرسائل في جامعة أسيوط وجامعة الأزهر الشريف وجامعة  الإمام محمد بن سعود بالسعودية

## وصلات خارجية
{